# Jacobyana serainae
Jacobyana serainae là một loài bọ cánh cứng trong họ Chrysomelidae. Loài này được Sprecher-Uebersax miêu tả khoa học năm 2002.